# WORK-FACTOR
Das WORK-FACTOR-System ist eines der ältesten Systeme vorbestimmter Zeiten (SVZ). Es stellt damit eine Methode zur Analyse von Arbeitsabläufen dar.

## Geschichte
Ursprünglich befasste sich der Amerikaner Frank Bunker Gilbreth um 1910 mit dem Thema des menschlichen Bewegungsablaufes. Dessen Arbeiten wurden von Segur mit der Entwicklung der „Motion-Time-Analysis“ (MTA) weitergeführt. MTA wurde 1924 bekannt und gilt als das älteste heute noch industriell angewandte Elementarzeitverfahren.
Darauf aufbauend entwickelte Joseph Quick das WORK-FACTOR System, das 1938 umfassend erprobt und 1946 in der Industrie eingeführt wurde. 1958 übernahm REFA das Verfahren in Deutschland in Lizenz. Die Aktivitäten wurden 1964 einem eigenständigen eingetragenen Verein, der WORK-FACTOR-Gemeinschaft für Deutschland, übertragen, der das System seit 1973 im deutschsprachigen europäischen Raum allein vertritt. 2003 lebte die Kooperation mit REFA wieder auf. Seit 2007 ist die International Industrial Consult IIC AG der Kooperations- und Vermarktungspartner.
Im Laufe der Jahre hat das WORK-FACTOR-Verfahren gegen das einfachere und besser vermarktete MTM mehr und mehr an Boden verloren und führt heute ein Nischendasein.

## Verfahren
Es werden insgesamt sechs Varianten des Verfahrens, auf spezifische Anwendungsfälle zugeschnitten, unterschieden: das Grundverfahren (WFG), das Schnellverfahren (WFS), das Kurzverfahren (WFK), das Blockverfahren (WFB) sowie die auf geistige Arbeiten ausgelegten Mento-Grundverfahren (WFM) und Mento-Compact (WFMC).
Das Grundverfahren beschreibt WORK-FACTOR mit:
„Das WORK-FACTOR-Grundverfahren ermöglicht eine detaillierte Analyse der Bewegungsfolge hinsichtlich der Bewegungselemente und ihres zeitlichen Ablaufs. Durch die Genauigkeit der Analyse erkennt der Arbeitsstudienmann die Einflussgrößen auf die Zeitdauer der Elementarbewegungen und kann dadurch die rationellere Arbeitsmethode systematisch entwickeln. Die weitgehende Aufgliederung der Bewegungen bedingt aber einen entsprechenden Arbeitsaufwand für die Erstellung der Analyse, so dass das Verfahren vornehmlich in der Großserien- und Massenfertigung bei kurzen Arbeitszyklen angewandt wird. Alle im WORK-FACTOR-Grundverfahren benutzten Zeitwerte sind in WORK-FACTOR-Zeit-Einheiten angegeben, wobei eine Einheit einer zehntausendstel Minute entspricht (1 ZE = 0,0001 Min). Um das WORK-FACTOR-System auch für Anwendungsgebiete zu erschließen, in denen Analysen nach dem Grundverfahren unwirtschaftlich sind, wurden aus dem Grundverfahren zwei weitere WORK-FACTOR-Verfahren entwickelt.“